# Moricandia moricandioides
Moricandia moricandioides är en korsblommig växtart som först beskrevs av Pierre Edmond Boissier, och fick sitt nu gällande namn av Vernon Hilton Heywood. Moricandia moricandioides ingår i släktet blåsenaper, och familjen korsblommiga växter.

## Underarter
Arten delas in i följande underarter:
- M. m. baetica
- M. m. cavanillesiana
- M. m. giennensis
- M. m. moricandioides

## Bildgalleri

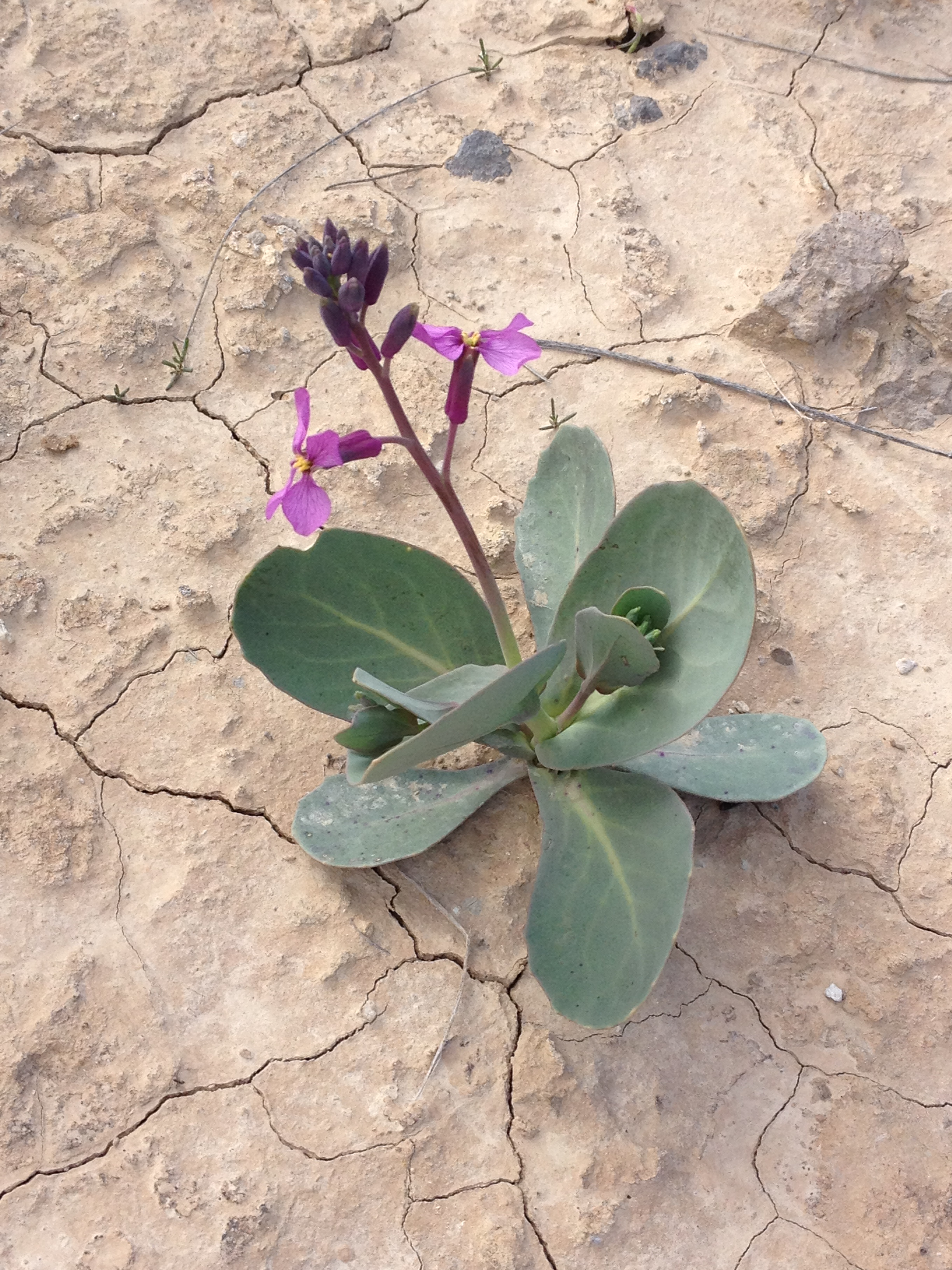